# Aenictus fulvus
Aenictus fulvus (лат.) — вид муравьёв-кочевников, принадлежащий к роду Aenictus.

## Распространение
Юго-восточная Азия: Индонезия, Малайзия, Таиланд.

## Описание
Длина рабочих менее 3 мм. Основная окраска желтовато-коричневая (ноги и усики светлее). Голова, грудка (пронотум, кроме мезонотума и проподеума), стебелёк (петиоль и постпетиоль) и брюшко блестящие. Тело покрыто длинными отстоящими волосками. Длина головы рабочих (HL) 0,63—0,75 мм; ширина головы (HW) — 0,53—0,65 мм; длина скапуса усика (SL) — 0,48—0,60 мм; индекс скапуса (SI) — 90—92. Усики 10-члениковые, скапус длинный, достигает задний край головы. Жвалы субтреугольные. Передний край клипеуса выпуклый, с несколькими зубчиками. Стебелёк между грудкой и брюшком у рабочих состоит из двух члеников, а у самок и самцов — из одного (петиоль). Нижнечелюстные щупики самок и рабочих 2-члениковые, нижнегубные щупики состоят из 2 сегментов (формула 2,2; у самцов 2,1). Проподеальное дыхальце расположено в верхней боковой части заднегруди. Голени с двумя шпорами. Жало развито.
Вид был впервые описан в 2011 году таиландским мирмекологом Вияватом Джайтронгом (Dr. Weeyawat Jaitrong) и японским энтомологом С. Яманэ (Dr. Yamane S.) по материалу рабочих особей из Таиланда. Включён в состав видовой группы Aenictus laeviceps species group, где близок к виду Aenictus alticola, отличаясь мелкими размерами и формой стебелька.